# Mandibulophoxus hawaiiloa
Mandibulophoxus hawaiiloa är en kräftdjursart som beskrevs av Frederick Arthur Godfrey Muir och DeFelice 1998. Mandibulophoxus hawaiiloa ingår i släktet Mandibulophoxus och familjen Phoxocephalidae. Inga underarter finns listade i Catalogue of Life.